# Watesalit
Watesalit is een bestuurslaag in het regentschap Batang van de provincie Midden-Java, Indonesië. Watesalit telt 3217 inwoners (volkstelling 2010).